# Zelandobates imamurai
Zelandobates imamurai är en kvalsterart som beskrevs av Jürgen Schwoerbel 1984. Zelandobates imamurai ingår i släktet Zelandobates och familjen Hygrobatidae. Inga underarter finns listade i Catalogue of Life.